# Unidad Tributaria

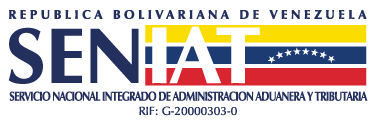
Logotipo identificativo del Servicio Nacional Integrado de Administración Aduanera y Tributaria (SENIAT).

La Unidad Tributaria es una medida que normaliza y mantiene actualizados, año tras año, los montos especificados en las leyes tributarias y reglamentos tributarios venezolanos, los cuales son expresados en proporcionalidad directa (incluso en fracción y/o porcentaje) al valor actual de dicha Unidad Tributaria. Nació de la necesidad de ahorro de recursos materiales y humanos en la publicación al día con la inflación presente en el país, producida por la devaluación de la moneda venezolana y cuyo hito histórico comenzó con el Viernes Negro en el gobierno de Luis Herrera Campíns.
Antes de la creación de la Unidad Tributaria todo aumento en los valores tributarios debía ser publicado en la Gaceta Oficial de Venezuela para que entrara en vigencia, ocasionando un gran trabajo (con el consecuente gasto de dinero en tinta y papel) de imprimir cada año de nuevo las mismas leyes y reglamentos pero con la única diferencia de sus valores modificados.
El 20 de diciembre de 2017 la Asamblea Nacional Constituyente, por medio de una Ley Constitucional, crea la Unidad Tributaria Sancionatoria y publicada el día 21 en la gaceta oficial N° 41305 que será utilizada para determinar el monto de las multas y sanciones pecuniarias cuya base de cálculo esté prevista en Unidades Tributarias, que ahora pasa a denominarse Unidad Tributaria Ordinaria y para ser derogada deberá ser emitida otra Ley Constitucional (igual rango legal).
El 11 de septiembre de 2018 el SENIAT, dentro de sus facultades legales, aumentó el valor de la Unidad Tributaria Ordinaria y Sancionatoria pero limitando su uso estrictamente a todo lo relacionado con ese ente, lo que ocasiona, de facto la existencia de la Unidad Tributaria Ordinaria Normal y la Unidad Tributaria Ordinaria SENIAT.

## Usos cotidianos de la unidad tributaria
Bajo la Unidad Tributaria Ordinaria SENIAT:
- Están obligados a declarar y pagar el impuesto sobre la renta todas las personas naturales que en el ejercicio fiscal del año, percibieron un enriquecimiento superior a las 1.000 unidades tributarias (si son profesionales independientes, 1.500 unidades tributarias).[8][1]

Con el tiempo la Unidad Tributaria Ordinaria Normal adquirió mayor uso no relacionado con la Administración Aduanera y Tributaria, como por ejemplo:
- La renta de Timbre fiscal.[9][10]
- Multas y sanciones,[1] cuyos montos a partir de febrero de 2018 están calculados con base en la Unidad Tributaria Sancionatoria.[11]
- Como referencia para algunos beneficios laborales.[12]
- Para el pago de dominio de nivel superior administrado por la CONATEL.[13][Nota 1]
- Para fianzas de fiel cumplimiento,[16] en el caso de los Proveedores de Servicios de Certificación Electrónica, públicos y privados, debidamente acreditados ante SUSCERTE.[17]
- Como base para el cálculo de "Ley del Cestaticket Socialista para los Trabajadores y Trabajadoras".[18][1]
- Costo de emisión del pasaporte venezolano ante Servicio Administrativo de Identificación, Migración y Extranjería:[1] 12 unidades tributarias.[Nota 2][20]

## Historia legal
La Unidad Tributaria se creó el 27 de mayo de 1994 con el artículo 229 del Código Orgánico Tributario (en lo sucesivo COT), publicado en la Gaceta Oficial de la República de Venezuela número 4.727 Extraordinario, estableciéndose la unidad tributaria para ese entonces, a los efectos tributarios, en el monto de un mil bolívares (Bs. 1.000,00). Aquel monto es equivalente a un bolívar fuerte VEF (BsF. 1,00) debido al Decreto número 5.229, con Rango, Valor y Fuerza de Ley de Reconversión Monetaria, publicada en la Gaceta Oficial número 38.638 de fecha 6 de marzo de 2007 de donde se desprende la Resolución N.º 07-06-02 (21 de junio de 2007 y publicada en Gaceta Oficial) del Banco Central de Venezuela en su artículo 2 y el equivalente a Bs. S.  0,00001 según las normas de reconversión monetaria dictadas en 2018.

Luego de leer el COT de 1994 puede observarse que la Unidad Tributaria, se define como una medida de valor expresada en moneda de curso legal (actualmente, el Bolívar), creada por el COT y modificable anualmente por la Administración Tributaria (SENIAT). En la Gaceta Oficial número 37.305, publicada el 17 de octubre de 2001, el nuevo COT decretado por la Asamblea Nacional de la República Bolivariana de Venezuela establece en el Parágrafo Tercero de su artículo 3 que:
"Por su carácter de determinación objetiva y de simple aplicación aritmética, la Administración Tributaria Nacional reajustará el valor de la Unidad Tributaria de acuerdo con lo dispuesto en este Código. En los casos de tributos que se liquiden por períodos anuales, la unidad tributaria aplicable será la que esté vigente durante por lo menos ciento ochenta y tres (183) días continuos del período respectivo. Para los tributos que se liquiden por períodos distintos al anual, la unidad tributaria aplicable será la que esté vigente para el inicio del período."
Su objetivo principal es equiparar y actualizar a la realidad inflacionaria, los montos de las bases de imposición, exenciones y sanciones, entre otros. En este sentido, el artículo 121 contenido en la SECCIÓN PRIMERA "FACULTADES, ATRIBUCIONES Y FUNCIONES GENERALES" del CAPÍTULO I "FACULTADES, ATRIBUCIONES, FUNCIONES Y DEBERES DE LA ADMINISTRACIÓN TRIBUTARIA" del TÍTULO IV "DE LA ADMINISTRACIÓN TRIBUTARIA", señala que:
"La Administración Tributaria tendrá las facultades, atribuciones y funciones que establezcan la Ley de la Administración Tributaria y demás leyes y reglamentos, y en especial:
(...Omissis...)
15.  Reajustar la unidad tributaria (U.T.) dentro de los quince (15) primeros días del mes de febrero de cada año, previa opinión favorable de la Comisión Permanente de Finanzas de la Asamblea Nacional, sobre la base de la variación producida en el Índice de Precios al Consumidor (IPC) en el Área Metropolitana de Caracas, del año inmediatamente anterior, publicado por el Banco Central de Venezuela. La opinión de la Comisión Permanente de Finanzas de la Asamblea Nacional, deberá ser emitida dentro de los quince (15) días continuos siguientes de solicitada."
La Unidad Tributaria Sancionatoria fue aprobada por la Asamblea nacional Constituyente mediante Ley Constitucional y fue publicada en la Gaceta Oficial N°41.305 el 21 de diciembre de 2017.
 Está estrechamente relacionada con la Unidad Tributaria con la diferencia que se utilizará su valor para calcular los montos de sanciones y multas que están basadas en ella. Su valor será establecido en las mismas condiciones por el Ejecutivo Nacional: tendrá como referencia el Índice de Precios al Consumidor y será ajustada los primeros días del mes de febrero de cada año. Para diferenciar ambas en el artículo 3 se renombra como Unidad Tributaria Ordinaria a la creada en 1994. De manera tácita ambas Unidades tienen el mismo valor monetario en 2017 y a partir de febrero de 2018 sus valores debieron ser actualizados.
En la Gaceta Oficial N°41.479 del martes 11 de septiembre de 2018 el SENIAT marcó un hito legal al limitar el aumento de la Unidad Tributaria estrictamente a las operaciones y sanciones que utiliza la Administración Tributaria, negando a los demás organismos públicos la utilización del nuevo valor, quienes deberán seguir utilizando el valor inmediatamente anterior.

## Evolución de la Unidad Tributaria Ordinaria

### Cono monetario VEB
Vigente de 1897 hasta el 31 de diciembre de 2007.
| Año  | Valor (en VEB) | % de aumento | Gaceta Oficial | Fecha      |
| ---- | -------------- | ------------ | -------------- | ---------- |
| 1994 | Bs. 1 000,00   | 0,00         | 4.727          | 27/05/1994 |
| 1995 | Bs. 1 700,00   | 70,00        | 35.748         | 07/07/1995 |
| 1996 | Bs. 2 700,00   | 58,82        | 36.003         | 18/07/1996 |
| 1997 | Bs. 5 400,00   | 100,00       | 36.220         | 04/06/1997 |
| 1998 | Bs. 7 400,00   | 37,04        | 36.432         | 14/04/1998 |
| 1999 | Bs. 9 600,00   | 29,73        | 36.673         | 05/04/1999 |
| 2000 | Bs. 11 600,00  | 20,83        | 36.957         | 24/05/2000 |
| 2001 | Bs. 13 200,00  | 13,79        | 37.194         | 10/05/2001 |
| 2002 | Bs. 14 800,00  | 12,12        | 37.397         | 05/03/2002 |
| 2003 | Bs. 19 400,00  | 31,08        | 37.625         | 05/02/2003 |
| 2004 | Bs. 24 700,00  | 27,32        | 37.877         | 11/02/2004 |
| 2005 | Bs. 29 400,00  | 19,03        | 38.116         | 27/01/2005 |
| 2006 | Bs. 33 600,00  | 14,29        | 38.350         | 04/01/2006 |
| 2007 | Bs. 37 632,00  | 12,00        | 38.603         | 12/01/2007 |

### Cono monetario VEF
Vigente del 1° de enero del 2008 hasta el 5 de diciembre del 2018, 1 000 VEB equivalen a 1 VEF.
| Año  | Valor (en VEF) | % de aumento | Gaceta Oficial | Fecha      |
| ---- | -------------- | ------------ | -------------- | ---------- |
| 2008 | Bs. 46,00      | 22,24        | 38.855         | 22/01/2008 |
| 2009 | Bs. 55,00      | 19,57        | 39.127         | 26/02/2009 |
| 2010 | Bs. 65,00      | 18,18        | 39.361         | 04/02/2010 |
| 2011 | Bs. 76,00      | 16,92        | 39.623         | 24/02/2011 |
| 2012 | Bs. 90,00      | 18,42        | 39.866         | 16/02/2012 |
| 2013 | Bs. 107,00     | 19,00        | 40.106         | 06/02/2013 |
| 2014 | Bs. 127,00     | 18,60        | 40.359         | 19/02/2014 |
| 2015 | Bs. 150,00     | 18,11        | 40.608         | 25/02/2015 |
| 2016 | Bs. 177,00     | 18,00        | 40.846         | 11/02/2016 |
| 2017 | Bs. 300,00     | 69,49        | 6.287          | 01/03/2017 |
| 2018 | Bs. 500,00     | 66,67        | 41.351         | 01/03/2018 |
| 2018 | Bs. 850,00     | 70,00        | 41.387         | 30/04/2018 |
| 2018 | Bs. 1 200,00   | 41,17        | 6.383          | 20/06/2018 |

### Cono monetario VES
Vigente desde el 20 de agosto de 2018 al presente, 100 000 VEF equivalen a 1 VES.

#### Unidad Tributaria Ordinaria Normal
| Año  | Valor (en VES) | % de aumento | Gaceta Oficial | Fecha      |
| ---- | -------------- | ------------ | -------------- | ---------- |
| 2018 | Bs. 0,0120     | 0%           | 41.460         | 14/08/2018 |
| 2018 | Bs. 0,0120     | 0%           | 41.479         | 11/09/2018 |

#### Unidad Tributaria Ordinaria SENIAT
| Año  | Valor (en VES) | % de aumento | Gaceta Oficial | Fecha      |
| ---- | -------------- | ------------ | -------------- | ---------- |
| 2018 | Bs. 0,0120     | 0            | 41.460         | 14/08/2018 |
| 2018 | Bs. 17,00      | 141.566,67   | 41.479         | 11/09/2018 |
| 2019 | Bs. 50,00      | 294,12       | 41.597         | 07/03/2019 |
| 2020 | Bs 1.500,00    | 3000         | 41.839         | 19/03/2020 |
| 2021 | Bs 20.000,00   | 1,333.3      | 42.100         | 06/04/2021 |

### Nueva Expresión Monetaria
Vigente desde el 1º de octubre de 2021 al presente, 1 000 000 VES equivalen a 1 Bs.
| Año  | Valor (en Bs.) | Gaceta Oficial | Fecha      |
| ---- | -------------- | -------------- | ---------- |
| 2021 | Bs 0,02        | 42.100         | 06/04/2021 |
| 2022 | Bs. 0,40       | 42.359         | 20/04/2022 |
| 2023 | Bs. 9.00       | 42.623         | 11/05/2023 |

## Evolución de la Unidad Tributaria Sancionatoria
| Año  | Valor de la U.T.S. | % de aumento | Gaceta Oficial | Fecha      |
| ---- | ------------------ | ------------ | -------------- | ---------- |
| 2017 | Bs. 300,00         | No aplicable | 41.305         | 21/12/2017 |
| 2018 | Bs. 500,00         | 66,667       | 41.351         | 01/03/2018 |